# Fate Number For
Fate Number For es el primer single album del grupo surcoreano Winner. Marca su comienzo como un grupo de cuatro, luego de la salida del vocalista principal, Nam Tae-hyun en 2016.

## Antecedentes
En enero de 2017 los miembros empezaron a dar pistas sobre un posible regreso, y el 16 de febrero se anunció que estarían filmando dos videos musicales para sus nuevas canciones, en Estados Unidos. YG Entertainment confirmó el 17 de marzo que el grupo lanzaría nuevo música bajo el título de "Fate Number For", el 4 de abril. Durante el resto del mes fueron revelados varios adelantos, incluidos los nombres de las canciones principales "Really Really" y "Fool". Finalmente el 31 de marzo salió el adelanto del vídeo musical de "Really Really", revelando que sería una canción con sonidos de tropical house, al siguiente día fue liberado el adelanto de "Fool"

## Promoción
El 1 de abril, Winner celebró una fiesta con motivo del lanzamiento del álbum, donde se presentaron diferentes figuras del medio del entretenimiento y de la industria de la moda. Hubo un showroom exponiendo el concepto del nuevo álbum del 2 al 4 de abril. Los miembros hicieron un show en vivo el 4 de abril, hablando de las historias detrás de escena y los planes a futuro. También revelaron que había otros eventos planeados para el fan club. Winner hizo su primera presentación en Show! Music Core de MBC, el 8 de abril, la cual sería además su primera aparición en ese programa musical desde el debut. El siguiente día se presentaron en Inkigayo.

## Recibimiento
"Fate Number For" entró y alcanzó el número 2, en la lista de álbumes de Gaon, posición en la que se mantuvo también en su segunda semana. La tercera semana el álbum cayó al puesto número 8, y en la cuarta semana al 18. Después del lanzamiento de "Fate Number For", el grupo se posicionó como #1 en 7 grandes listas de Corea, el álbum debutó como #3 en el Worldwide iTunes Album Chart y número 1 en las listas de iTunes de 24 países, esto los hizo, en su momento, el tercer grupo coreano con la mayor cantidad de números 1 en iTunes.
El álbum entró como número 2 en la lista mensual de abril de Gaon, con 63,573 copias vendidas. El total de copias vendidas en 2017 fue de 66,494 2017.

## Lista de canciones
| Fate Number For |                 |                                |                              |             |          |  |
| N.º             | Título          | Letras                         | Música                       | Arrangement | Duración |  |
| 1.              | «Really Really» | Seungyoon, Mino, Lee Seunghoon | Seungyoon, Kang Uk-jin, Mino | Kang Uk-jin | 3:23     |  |
| 2.              | «Fool»          | Seungyoon                      | Seungyoon, Airplay           | Airplay     | 3:41     |  |

## Posicionamiento en las listas
| Lista (2017)                     | Posición |
| -------------------------------- | -------- |
| Corea del Sur (Gaon Album Chart) | 2        |

"Really Really"
| Lista (2017)                                   | Posición |
| ---------------------------------------------- | -------- |
| China (QQ Music Weekly Chart)                  | 35       |
| Corea del Sur (Gaon Digital Chart)             | 1        |
| Estados Unidos World Digital Songs (Billboard) | 3        |

"Fool"
| Lista (2017)                                   | Posición |
| ---------------------------------------------- | -------- |
| China (QQ Music Weekly Chart)                  | 16       |
| Corea del Sur (Gaon Digital Chart)             | 6        |
| Estados Unidos World Digital Songs (Billboard) | 4        |

## Historia de Lanzamiento
| Región        | Fecha              | Formato | Sello                      | Ref          |
| ------------- | ------------------ | ------- | -------------------------- | ------------ |
| Corea del Sur | 4 de abril de 2017 | Digital | YG Entertainment           | [ 24 ] [ 1 ] |
| Mundial       | 4 de abril de 2017 | Digital | YG Entertainment           | [ 24 ] [ 1 ] |
| Corea del Sur | 5 de abril de 2017 | CD      | YG Entertainment, KT Music | [ 24 ] [ 1 ] |
| Japón         | 7 de abril de 2017 | Digital | YGEX                       | [ 25 ]       |
| Japón         | 31 de mayo de 2017 | CD      | YGEX                       | [ 26 ]       |